# 48-я Македонская дивизия
48-я Македонская дивизия НОАЮ (сербохорв. 48. македонска дивизија НОВЈ / 48. makedonska divizija NOVJ, макед. Четириесет и осма дивизија на НОВЈ) — воинское формирование НОАЮ, участвовавшее в Народно-освободительной войне Югославии. Дивизия набиралась из числа македонских и албанских добровольцев.

## История
Образована 28 сентября 1944 в деревне Пласница под Кичево на основе 1-й, 6-й и 15-й македонских ударных бригад и 4-й македонско-албанской ударной бригады. С октября 1944 года в подчинении 15-му македонскому армейскому корпусу НОАЮ. Участвовала в освобождении крупнейших городов Македонии: взяла Охрид 7 сентября, Стругу 8 сентября 1944 и также Кичево и Гостивар. Участница прорыва Сремского фронта. С января 1945 года укомплектована 1-й, 2-й и 14-й македонскими ударными бригадами и 2-й македонской артиллерийской бригадой. Участвовала в боях против четников и усташей в Боснии и Герцеговине. Боевой путь завершила в Целе и Дравограде.

## Штаб командования
- Петар Брайович — командир
- Чеде Филиповски — командир
- Тихомир Милошевский — командир[1]
- Боро Чаушев — политрук[1]
- Дако Кундачина — начальник штаба